# Giancarlo Bergamini
Giancarlo Bergamini (ur. 2 sierpnia 1926 w Mediolanie, zm. 4 lutego 2020 w Lanzo d’Intelvi) – włoski florecista, trzykrotny medalista olimpijski i wielokrotny medalista mistrzostw świata.
Na igrzyskach olimpijskich w Helsinkach w 1952 roku Włosi w składzie: Edoardo Mangiarotti, Manlio Di Rosa, Giancarlo Bergamini, Antonio Spallino, Giorgio Pellini i Renzo Nostini zdobyli srebrny medal w zawodach drużynowych. W rywalizacji indywidualnej był ósmy. Na rozgrywanych cztery lata później igrzyskach olimpijskich w Melbourne wspólnie z Edoardo Mangiarottim, Manlio Di Rosą, Antonio Spallino, Luigim Carpanedą i Vittorio Lucarellim zwyciężył drużynowo. W zawodach indywidualnych zdobył srebrny medal, w rundzie finałowej najlepszy był Francuz Christian d’Oriola, natomiast Bergamini uzyskał taki sam wynik jak Antonio Spallino. W barażu o srebrny medal Bergamini zwyciężył 5:4.
Podczas mistrzostw świata w Lizbonie w 1947 roku razem z Manlio Di Rosą, Giuliano Nostinim, Renzo Nostinim, Giorgio Pellinim i Saverio Ragno zdobył srebrny medal w turnieju drużynowym. W tej samej konkurencji zdobywał też złote medale na mistrzostwach świata w Luksemburgu (1954) i mistrzostwach świata w Rzymie (1955), srebrne na mistrzostwach świata w Sztokholmie (1951) i mistrzostwach świata w Brukseli (1953) oraz brązowe na mistrzostwach świata w Paryżu (1957) i mistrzostwach świata w Filadelfii (1958). Zdobył również dwa medale w zawodach indywidualnych: złoty na MŚ 1958 i brązowy na MŚ 1954 (za Christianem d’Oriolą i Edoardo Mangiarottim).